# Georg Obrecht

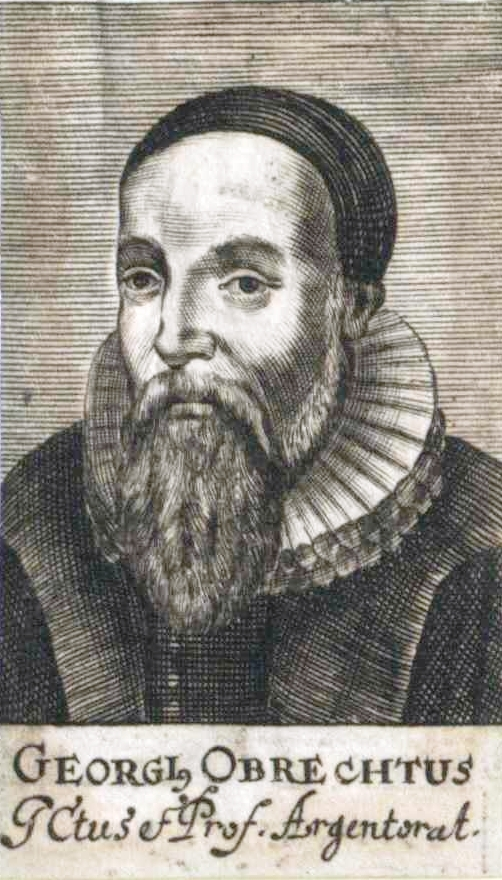
Georg Obrecht

Georg Obrecht (* 25. März 1547 in Straßburg; † 7. Juni 1612 ebenda) war ein deutscher Kameralist und Professor der Rechte. 1604 wurde er durch den Kaiser geadelt, seitdem von Obrecht; 1609 Erteilung der Würde eines (Hof-)Pfalzgrafen.

## Leben
Er wurde als Sohn des Stadtsyndikus von Straßburg geboren. Er studierte ab 1565 in Tübingen Philosophie und später Rechtswissenschaften. 1570 übersiedelte er nach Frankreich, wo er in Besançon, Dole, Paris und Orléans weiterhin Jura studierte. 1574 promovierte er in Basel. Im Folgejahr kehrte er Straßburg zurück und wurde Professor der Rechte an der Straßburger Akademie. Er blieb dort bis zu seinem Lebensende im Amt. Zu seinem Hauptwerken gehören die Fünff Secreta, Gutachten zur Finanzierung des Türkenkrieges im Auftrage von Kaiser Rudolf II. Er schrieb auch zu Themen des Zivilrechts, der römischen Rechtsgeschichte und zum Lehensrecht. Retrospektiv betrachtet gehört zu den bedeutendsten sogenannten älteren Kameralisten. Er ist ein früher Vorläufer der statistischen Volkswirtschaftslehre, wie sie später mit William Petty und David Ricardo weitergeführt wurde.

## Werke

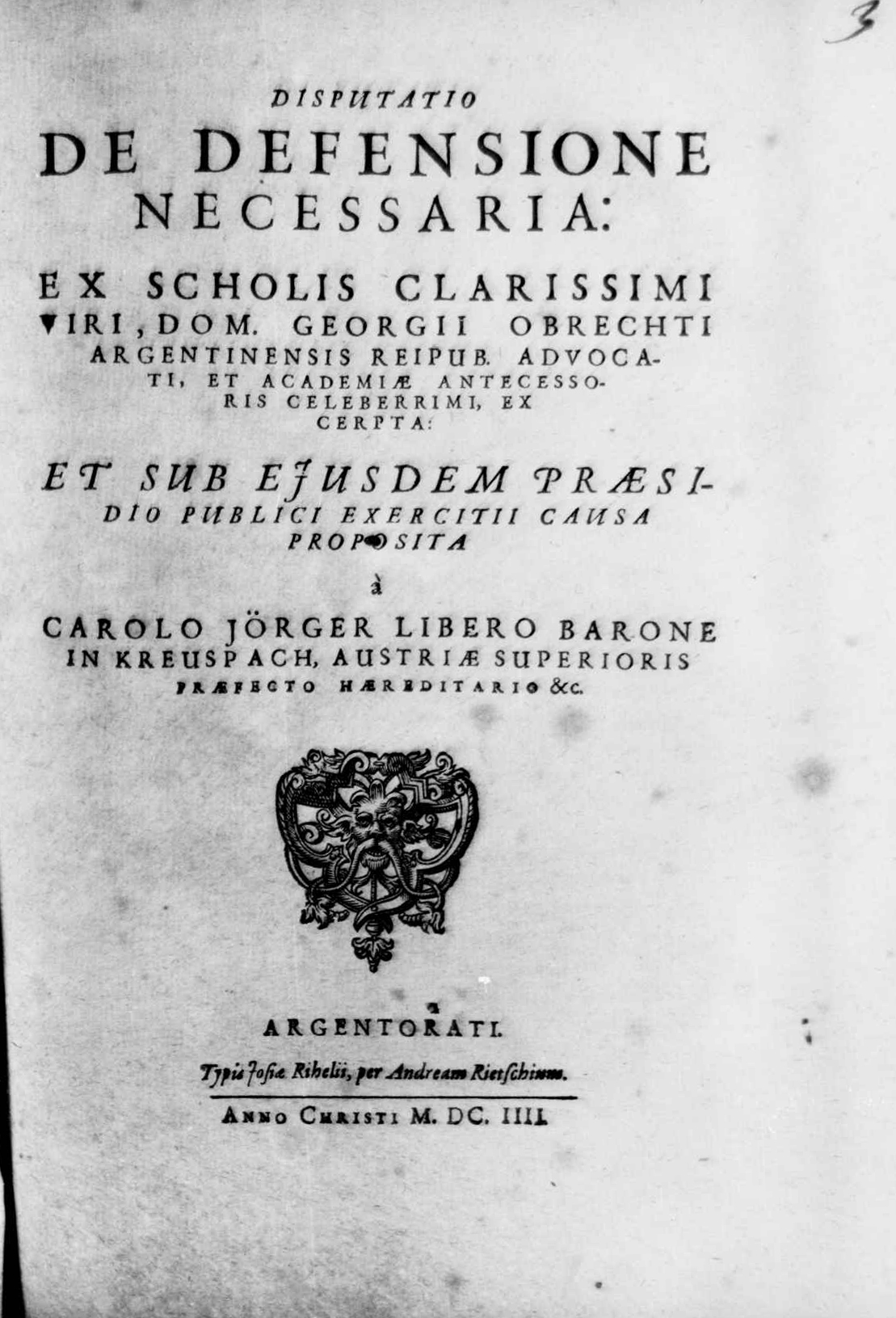
De necessaria defensione, 1604

- De necessaria defensione. Andreas Rietsch, Strasbourg 1604 (Latein, beic.it).
- Fünff Vnderschiedliche Secreta Politica. Von Anstellung/ Erhaltung vnd Vermehrung guter Policey/ vnd von billicher/ rechtmässiger vnd nothwendiger Erhöhung/ eines jeden Regenten Jährlichen Gefällen vnd Einkommmen o. V., Straßburg, 1617. Digitalisat und Volltext im Deutschen Textarchiv